# Jean Le Noir (enlumineur)
Pour les articles homonymes, voir Le Noir.

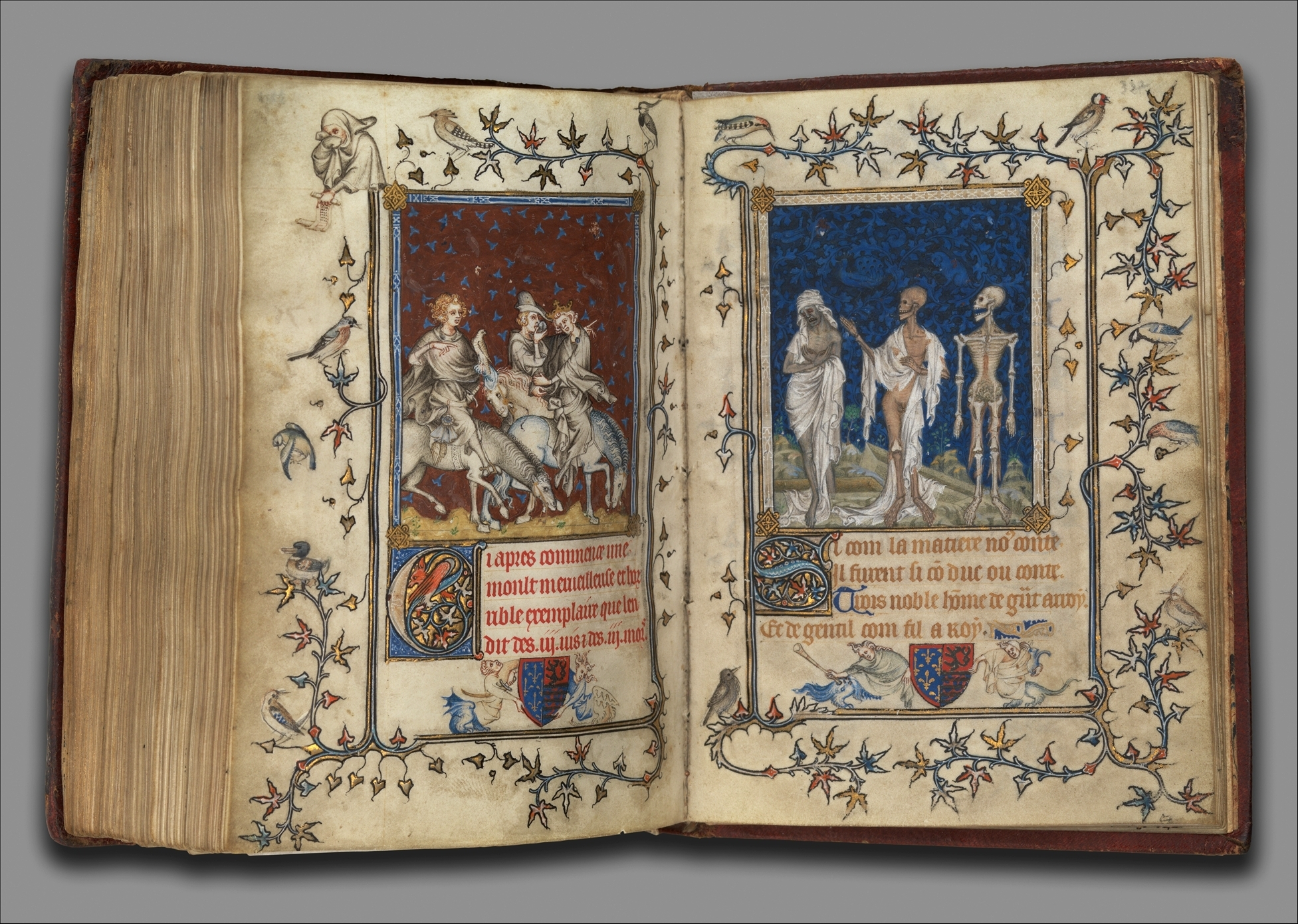
Jean le Noir, Psautier de Bonne de Luxembourg (c.1348-1349, New York, The Cloisters, Inv. 69. 86.), Dit des trois morts et des trois vifs, folio 322r.

Jean Le Noir est un enlumineur français actif entre 1331 et 1380, disciple de Jean Pucelle (mort v. 1334).
Travaillant tout d'abord à Paris, il vit ensuite à Bourges aux environs de 1375. Sa fille Bourgot est également une miniaturiste de talent.

## Éléments biographiques
Jean Le Noir est mentionné pour la première fois le 30 juin 1332, dans les registres criminels de la justice de Saint-Martin-des-Champs à Paris, comme « enlumineur de pincel » c'est-à-dire miniaturiste et non simple apprenti ou valet. Il a donc probablement déjà pris son indépendance du vivant de Pucelle.
Avec sa fille Bourgot, il entre vers 1353 au service de Yolande de Flandres, duchesse de Bar, probablement pour réaliser son livre d'heures. Avant 1358, il passe au service du régent et dauphin Charles, qui lui donne une maison à Paris en raison de services rendus au roi. Un autre document, daté de 1372, le cite dans les archives du duc de Berry comme bénéficiaire de ses présents. En 1375, il vit à Bourges et est mentionné comme enlumineur du duc et du roi.

## Principales œuvres
- Heures de Savoie ou Livre d'heures de la comtesse de Savoie, vers 1335-1340, partiellement détruites, fragments conservés à l'université Yale, Bibliothèque Beinecke ;
- Heures de Yolande de Flandres, Londres, British Library, Yates Thompson 27 - œuvre aussi attribuable à sa fille Bourgot ;
- Livre d'heures de Jeanne de Navarre, vers 1336-1340, Paris, Bibliothèque nationale de France (BnF), nouv. acq. lat. 3145 ;
- Psautier de Bonne de Luxembourg, vers 1348-1349, New York, The Cloisters, Inv. 69. 86[5] - œuvre aussi attribuable à sa fille Bourgot ;
- Petites Heures de Jean de Berry, Paris, BnF, ms. lat. 18014 ;
- Bréviaire dit de Charles V, Paris, BnF, ms. lat. 1052[6].